# Brandee Younger
Brandee Younger (Hempstead (New York), 1983) is een Amerikaanse jazzharpiste en componiste, die ook actief is in de rhythm-and-blues, hiphop en de klassieke muziek.

## Biografie
Younger groeide op in Hempstead en Uniondale (New York). Ze studeerde eerst aan de University of Hartford, waar ze de bachelorafronding verwierf in het harpspel en muziekmanagement. Haar masterstudie rondde ze af in muziekinterpretatie en compositie aan de Steinhardt School van de New York University. In New York werkte ze vanaf midden jaren 2000 met o.a. Ravi Coltrane, Camille Thurman, Marcus Strickland, Jeremy Pelt, Jane Monheit, Robert Glasper, Christian McBride, Makaya McCraven (Universal Beings, 2018), verder met de formatie Brooklyn Raga Massive (Coltrane Raga Tribute) en met het Brian Landrus Orchestra.
Bovendien leidde Younger haar eigen Brandee Younger 4Tet. Na haar debuut-ep Prelude en het livealbum Live at the Breeding Ground bracht ze in 2017 het album Wax & Wane (Disk Union) uit. Ze was betrokken bij de compilatie A Day in the Life: Impressions of Pepper (2018) en (in eigen beheer in 2019) de productie Soul Awakening, waaraan o.a. Chelsea Baratz, Ravi Coltrane, Sean Jones, Dezron Douglas, Antoine Roney, E.J. Strickland en Corey Wilcox hadden meegewerkt. Het album kreeg positieve recensies in de National Public Radio en The New Yorker. Op het gebied van de jazz was ze tussen 2006 en 2018 betrokken bij 14 opnamesessies. Haar composities werden beïnvloed door Alice Coltrane en Dorothy Ashby. Younger doceerde aan de Adelphi University, aan de Hartt School en aan de Greenwich House Music School. In 2019 werd ze genomineerd voor de JJA-award van de Jazz Journalists Association in de categorie «zelden gespeelde instrumenten».

## Discografie
- 2014: Live at the Breeding Ground met Stacy Dillard, Chelsea Baratz, Dezron Douglas, E.J. Strickland
- 2017: Wax and Wane (Disk Union, met  Chelsea Baratz, Dezron Douglas, Mark Whitfield)
- 2019: Soul Awakening
- 2021: Somewhere Different
- 2023: Brand New Life
- 2025: Gadabout Season

- Bibsys: 1512647519370
- Bibliothèque nationale de France: cb179675647 (data)
- Gemeinsame Normdatei: 1249710723
- International Standard Name Identifier: 0000 0004 6287 0984
- Library of Congress Control Number: no2015139303
- MusicBrainz: 61d68647-258e-43e2-942f-11321df5a96a
- Système universitaire de documentation: 253824540
- Virtual International Authority File: 4152138599810982743
- WorldCat: E39PBJyMg6HMjj7hrvK8RCjwG3